# Каплиця Святого Миколая (Батурин)
Капли́ця Свято́го Микола́я — дерев'яна каплиця, об'єкт культурної спадщини Національного історико-культурного заповідника «Гетьманська столиця». Збудована в 2011 р. на пошану 150-х роковин перепоховання Т. Г. Шевченка з Петербурга до Канева (1861 р.). 

## Передісторія
Як відомо, 10 березня 1861 р. перестало битися серце Тараса Григоровича Шевченка. 13 березня поета поховали на Смоленському православному кладовищі в Петербурзі. Смутком були оповиті серця друзів та близьких небіжчика і згідно з його поетичним «Заповітом»: «Як умру то поховайте мене на могилі. Серед степу широкого на Вкраїні милій...» вони вирішили перевезти тіло поета в Україну. Отримавши дозвіл на перепоховання, 8 травня 1861 р. труну підняли з могили, помістили її в ще одну металеву труну і через увесь Петербург перенесли до Московського вокзалу, звідки залізницею провезли до Москви. Далі кортеж рухався на перекладних конях.
Урочисто і водночас скорботно зустрічали труну старовинні українські міста: і давній гетьманський Глухів, і колишнє сотенне містечко Кролевець. Зустрічав поета і славний Батурин. Тут, в Батурині, його мешканці й багато жителів навколишніх сіл прийшли попрощатися з Великим Кобзарем, уквітчали його труну весняними квітами. Труну накрили червоною китайкою — символом козацьких звитяг.
Зі здобуттям Україною незалежності в травні 1991 року відбувся похід-реквієм, у якому взяли участь тисячі патріотів України. Мітинг пройшов і в Батурині. На знак пошани події 130-річної давнини було встановлено пам’ятний знак «Остання Тарасова дорога».

Пам’ятний знак "Остання Тарасова дорога"

## Історія створення
В травні 2010 р. з ініціативою замінити пам'ятний знак на каплицю виступили генеральний директор ЗАТ «Львівреставрація» Володимир Пащак та його син Ярослав. За благодійні кошти цих добродіїв на місці пам’ятного знака за проектом галицького архітектора Миколи Гайди зведено дерев’яну каплицю. Вона компактна, зрубної конструкції, однобанна, з шатровим дахом, притвором та приділами, покритими гонтом.
21 травня 2011 р., з нагоди роковин перепоховання Т.Г. Шевченка та в переддень Дня Святого Миколая, з благословення єпископа Чернігівського і Ніжинського Іларіона освячення каплиці та літію за упокоєння душі приснопам'ятного раба Божого Тарасія очолив секретар Чернігівської єпархії протоієрей Роман Кіник, якому співслужили настоятель Батуринського Свято-Покровського храму протоієрей Роман Кривко, клірик Кафедрального собору святої великомучениці Катерини священник Михаїл Болюк та священник Української автокефальної православної церкви із села Зимна Вода Львівської області отець Андрій.

## Сучасний стан
Діючий храм. Інтер'єр каплиці прикрашено рушниками, вирізьбленим із дерева образом Святого Миколая та творами львівських художників: «Відспівування Т. Шевченка» Ореста Скопа, «Святий Тарасій» Лева Скопа, «Святий Григорій Богослов» Петра Скопа, «Свята Катерина» Михайла Скопа, скульптура «Святий Миколай» Володимира Іванишина, «Епітафія на вічну пам'ять про Тараса Шевченка» Тетяни Думан.